# 沼田の歌
「沼田の歌」（ぬまたのうた）は、群馬県沼田市の市歌である。作詞・西沢爽、作曲・平井康三郎。

## 解説
この楽曲は当初から市歌として作成されたものではなく、1956年（昭和31年）3月17日にNHKラジオで全国放送された番組『ふるさとの町 沼田市をたずねて』のテーマソングとして書き下ろされた。
後年にキングレコードがボニー・ジャックスの歌唱でシングル盤（規格品番：NCS-432）を製造しており、市民の間で「事実上の市歌」として愛唱され続けて来たことから1973年（昭和48年）に沼田市音楽協会が沼田公園に歌碑を建てることを提唱し、12月8日に作詞者の西沢を招いて金子刀水句碑の隣へ設置された歌碑の除幕式が行われる。ところがこの初代歌碑は風雨による破損が目立ったため、1981年（昭和56年）に2代目のものへ作り直されて三の丸鐘楼横へ設置場所を移転し、この時より西沢の了解を得て正式な市歌として扱われるようになった。なお沼田公園の歌碑とは別に、薄根町の駅西公園にも1番のみの歌碑が建てられている。
市のサイトでは「ホームページなどインターネットでの視聴に関しては、著作権の関係により難しいと思われます」として音源の公開は行っていないが、市役所観光交流課では「沼田の歌」および島倉千代子の「沼田音頭」、初代コロムビア・ローズと村田英雄の「天狗ばやし」の計3曲を収録した8センチCDを有償により頒布している。

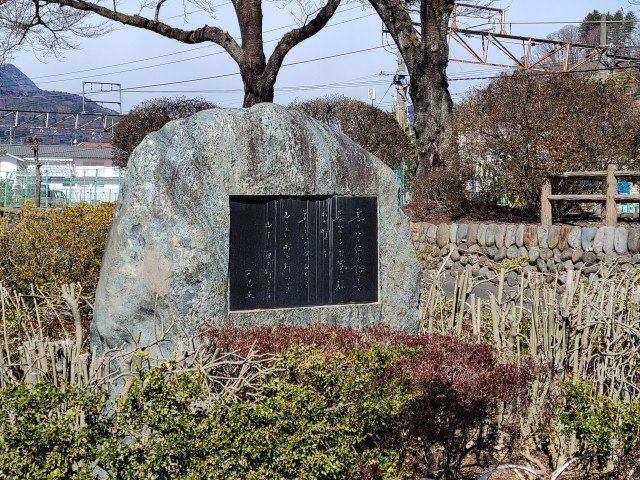
歌碑（駅西公園）